# 子供部屋

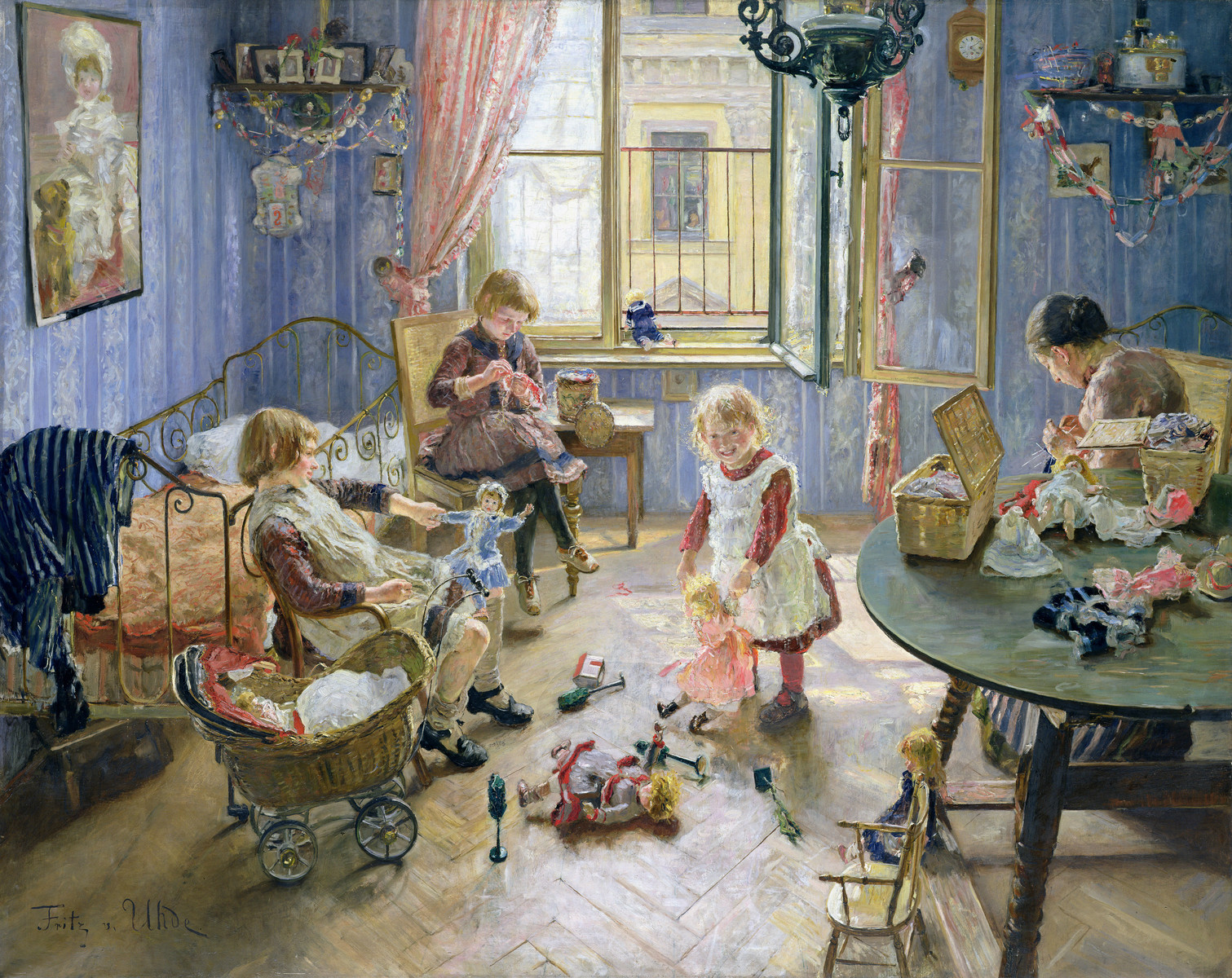
フリッツ・フォン・ウーデ「子供部屋」1889年

子供部屋（こどもべや）は、住居として生活している家の中でもっぱら子供の専用として使われている部屋のことである。子供の遊びと生活の場所。

## 歴史
19世紀のヨーロッパの市民社会の中で、中流階層以上の家庭では、職住一致の時代も過ぎ、住居が、家の外で働く大人たちの安らぎと休息の場になってからは、子供たちは家の生活の周縁に追いやられ、主として親たちが、書斎、寝室、客間と部屋を取っていって、余りものの屋根裏部屋が子供たちの居場所として宛がわれた。そして、親たちの社会生活に首を突っ込ませないために、その現実の生活の代用として、男の子にはスズの兵隊を、女の子にはドールハウスが与えられた。
この時代に書かれた今日でも代表的な児童文学作品の中でも、子供たちの居場所は、屋根裏部屋である。『ピーターパン』、『小公女』、『赤毛のアン』などを参照されたい。
日本でも、太平洋戦争後、ベンジャミン・スポックの『スポック博士の育児書』がしつけのバイブルとして紹介され、独立心を養うために子供たちは別室で寝起きさせるように、という見解が広まり、また高度成長期の経済の興隆と共に、住宅の中に子供部屋を最初から設けるということが、徐々に広まってきた。さらに、現代では国民生活の向上と少子化により、親が自分の部屋を持てないにもかかわらず優先的に一人一室があてがわれたり、エアコンやパソコンといったものが設置されたりする事も珍しくなくなっている。

## 構成
おおむね子供部屋は、子供が小さいときは男女共用で、長じてからは別室になることが多い。勉強部屋であると同時に、遊び場、兼寝室として利用される。そこには次のようなものが備わっている。
- 学習机
- 本棚
- 衣装ダンス、又は、衣装ケース
- おもちゃ箱
- テレビゲーム、及びその付属品、ゲームソフト
- 二段式ベッド

子供部屋の平均的な広さ(占有面積)はドイツが18.8㎡、ベルギーが16.6㎡、アメリカが14.1㎡、日本が11.1㎡、ポーランドが10.5㎡となっている。

## 子供部屋がある家庭
ベネッセの2008年のアンケート結果では　日本の小・中学生の家庭で「1人部屋を与えている」のは全体の45.3％、「兄弟と一緒の部屋を与えている」家庭が31％、「子ども部屋を与えていない」家庭は22％になっている。
小学生から高校生までの子どもとその親を対象にした東京ガス都市生活研究所レポートによると、自分だけの部屋がある男子小学生1-3年は21.1％、男子小学生4-6年は41.6％、男子中学生は61.5％、男子高校生は76.9％。自分だけの部屋がある女子小学生1-3年は30.2％、女子小学生4-6年は54.8％、女子中学生は64.6％、女子高校生は77.9％となっており、男の子よりも女の子の方が子供部屋を与えられることが多い。

## 住宅内の位置
19世紀のヨーロッパの都市文化の中では、屋根裏部屋にあることが多かったが、20世紀後半になり、子供の数が少なくなるに連れ、一家の中での子供の占めるウェートが大きくなり、家の中で子供部屋は、日当たりの良い南向きの位置にとられ、玄関脇から離れたところ、あるいは二階といった大人たちの地域や仕事の関係で人の出入りがあっても、子供たちの騒がしさが邪魔とならないような場所にあることが多くなってきた。子供部屋の誕生の背景と歴史については、参考文献を参照のこと。